# Maslives
Maslives és un municipi francès, situat al departament del Loir i Cher i a la regió de Centre – Vall del Loira. L'any 2007 tenia 638 habitants.

## Demografia

### Població
El 2007 la població de fet de Maslives era de 638 persones. Hi havia 254 famílies, de les quals 46 eren unipersonals (8 homes vivint sols i 38 dones vivint soles), 117 parelles sense fills, 83 parelles amb fills i 8 famílies monoparentals amb fills.
La població ha evolucionat segons el següent gràfic:
Habitants censats

### Habitatges
El 2007 hi havia 306 habitatges, 261 eren l'habitatge principal de la família, 28 eren segones residències i 17 estaven desocupats. 298 eren cases i 2 eren apartaments. Dels 261 habitatges principals, 214 estaven ocupats pels seus propietaris, 39 estaven llogats i ocupats pels llogaters i 8 estaven cedits a títol gratuït; 10 tenien dues cambres, 42 en tenien tres, 66 en tenien quatre i 143 en tenien cinc o més. 212 habitatges disposaven pel capbaix d'una plaça de pàrquing. A 95 habitatges hi havia un automòbil i a 156 n'hi havia dos o més.

### Piràmide de població
La piràmide de població per edats i sexe el 2009 era:
| Homes | Edats   | Dones |
| ----- | ------- | ----- |
| 0     | 95 o +  | 0     |
| 0     | 90 a 94 | 4     |
| 0     | 85 a 89 | 8     |
| 8     | 80 a 84 | 12    |
| 8     | 75 a 79 | 12    |
| 4     | 70 a 74 | 12    |
| 16    | 65 a 69 | 12    |
| 8     | 60 a 64 | 12    |
| 12    | 55 a 59 | 12    |
| 32    | 50 a 54 | 20    |
| 16    | 45 a 49 | 40    |
| 20    | 40 a 44 | 12    |
| 24    | 35 a 39 | 32    |
| 20    | 30 a 34 | 20    |
| 20    | 25 a 29 | 12    |
| 20    | 20 a 24 | 8     |
| 20    | 15 a 19 | 0     |
| 28    | 10 a 14 | 20    |
| 20    | 5 a 9   | 24    |
| 4     | 0 a 4   | 20    |

## Economia
El 2007 la població en edat de treballar era de 444 persones, 357 eren actives i 87 eren inactives. De les 357 persones actives 332 estaven ocupades (166 homes i 166 dones) i 27 estaven aturades (14 homes i 13 dones). De les 87 persones inactives 41 estaven jubilades, 28 estaven estudiant i 18 estaven classificades com a «altres inactius».

### Ingressos
El 2009 a Maslives hi havia 265 unitats fiscals que integraven 672 persones, la mediana anual d'ingressos fiscals per persona era de 18.808 €.

### Activitats econòmiques
Dels 15 establiments que hi havia el 2007, 2 eren d'empreses alimentàries, 3 d'empreses de construcció, 1 d'una empresa de comerç i reparació d'automòbils, 1 d'una empresa de transport, 2 d'empreses d'hostatgeria i restauració, 1 d'una empresa financera, 3 d'empreses de serveis i 2 d'empreses classificades com a «altres activitats de serveis».
Dels 3 establiments de servei als particulars que hi havia el 2009, 1 era un paleta i 2 electricistes.
L'únic establiment comercial que hi havia el 2009 era una fleca.
L'any 2000 a Maslives hi havia 12 explotacions agrícoles que ocupaven un total de 434 hectàrees.

## Equipaments sanitaris i escolars
El 2009 hi havia una escola elemental.

## Poblacions més properes
El següent diagrama mostra les poblacions més properes.